# Wilder Freiger
Wilder Freiger – szczyt w Stubaier Alpen. Leży na granicy między Austrią (Tyrol), a Włochami (Trydent-Górna Adyga). 
Na zachód leży Wilder Pfaff, a na południowy zachód Zuckerhütl - najwyższy szczyt pasma. Wilder Freiger ma raczej niezbyt spiczasty szczyt, przykryty lodowcami Sulzenauferner i Freigerferner z austriackiej strony oraz Übertalferner z włoskiej strony. Ten ostatni lodowiec jest również największym w Stubaier Alpen.